# Kiko (auteur)
Pour les articles homonymes, voir Kiko.
Kiko, de son véritable nom Roger Camille, né le 24 mai 1936 à Héliopolis (Égypte) et mort le 23 mai 2006 à Schaerbeek (région de Bruxelles-Capitale), est un auteur (dessinateur et scénariste) belge francophone de bande dessinée humoristique et illustrateur dans la publicité, principalement connu pour la série Foufi.
Débutant dans la bande dessinée en Égypte, il émigre en Belgique où il est recueilli par André Franquin qui le conseillera et l'aidera à créer la série Foufi en 1965 puis convaincra Charles Dupuis de le faire entrer dans l'équipe de Spirou et d'éditer Foufi en albums.
En dépit du bon accueil des lecteurs de Spirou, l'éditeur ne soutient pas la série, qui ne connaît que deux albums en 1968 et Kiko sera contraint de se tourner vers le dessin publicitaire pour continuer à travailler, en Belgique pour la promotion de la barre chocolatée Milky Way et en France pour les crèmes glacées Motta pour lesquelles il crée le personnage de Max le lion.
Malgré de nouvelles publications (en éditions limitées vite épuisées) de Foufi par les éditions Point Image entre 1996 et 2009 et de Djinn par les Éditions du Taupinambour en 2008, l'œuvre de Kiko demeure aujourd'hui oubliée et indisponible.
Le style graphique de Kiko, qui s'inscrit dans le mouvement de la bande dessinée franco-belge et de l'école de Marcinelle, avait pourtant tous les atouts pour plaire à un large public populaire.

## Biographie
Roger Camille (dont le nom de naissance serait Kamil selon la nécrologie rédigée par Louis Cance dans le fanzine Hop ! no 110 en juin 2006,, identité reprise par le site Artcurial) naît le 24 mai 1936 à Héliopolis (Égypte). 
Il prend le pseudonyme de Kiko, surnom qui lui était donné quand il était enfant.
Dès le collège, il illustre quelques publications de son établissement secondaire au Caire et parvient à publier quelques gags dans des revues de langue française. Tout en poursuivant ses études au Caire, qui déboucheront sur une licence en lettres françaises, il suit par correspondance les cours de l'école ABC de dessin (option publicité) de Paris. Dès 1957, il illustre la page blagues illustrées dans un magazine cairote et réalise divers travaux d'illustration. 
Il collabore au magazine pour la jeunesse Samir pour lequel il réalise de nombreuses couvertures ainsi que des séries d'aventures, notamment Isam.
Contraint de quitter l'Égypte de Nasser au début des années 1960 pour des raisons politiques comme beaucoup d'autres Levantins, il émigre tout d'abord au Canada en 1962-1963, puis en Belgique où il fait la connaissance d'André Franquin qui l'accueille et l'héberge pendant un an et demi dans son atelier (où il dormira) de l’avenue du Brésil, à la frontière entre Ixelles et Bruxelles, aux côtés de Roba, Jean Verbruggen et Jidéhem,.
Pendant cette période, il crée, avec les conseils de Franquin, le personnage de Foufi pour l'édition hebdomadaire libanaise de Superman, où il publie 35 gags en 1964, dont nombre auraient été écrits par André Franquin selon le site Lambiek, sans que cela soit confirmé par ailleurs. Franquin a seulement indiqué qu'il avait aidé Kiko dans Foufi en réalisant la mise en scène des gags de la série. 
C'est encore André Franquin qui convaincra Charles Dupuis de le faire entrer dans l'équipe de Spirou où il publie tout d'abord, sur des scénarios de Jacques Devos, la série d'histoires courtes Djinn entre 1964 et 1966, puis un mini-récit sur scénario de Lucien De Gieter, Ali-Bibi le petit fakir, et reprend ensuite, comme seul auteur, la série Foufi qu'il animera à partir de 1965,.
Toujours grâce à Franquin, la série Foufi va bénéficier d'une édition en album chez Dupuis, tout d'abord sous forme de récits illustrés dans la Collection du Carrousel dès 1966, avant que les récits publiés dans Spirou ne soient repris en albums cartonnés. Malgré l'attachement des lecteurs pour la série, elle ne connaîtra que deux albums, en 1968.
Kiko se consacre alors à des travaux d'illustrations et de publicité en Belgique (où il anime les publicités pour la barre chocolatée Milky Way dans Tintin entre 1969 et 1971) et surtout en France où il assume pendant près de dix ans la promotion publicitaire pour les crèmes glacées Motta pour lesquelles il crée et anime le personnage de Max le lion sur divers supports (bandes dessinées, posters, cartes postales, jeux, vignettes, calendriers, journaux, badges, porte-clefs, auto-collants…), tout en continuant à faire paraître sporadiquement des récits de Foufi dans Spirou jusqu'en 1979,.
En 1985, il est crédité à la rédaction des textes en arabes dans l'album Des Bleus et des bosses, de ses collègues de Spirou Willy Lambil et Raoul Cauvin.
Après une longue période d'oubli, le travail de Kiko est à nouveau accessible, les éditions Point Image publiant les récits de Foufi en quatre albums entre 1996 et 2009 et les Éditions du Taupinambour publiant une édition intégrale de Djinn en 2008. Mais il ne s'agit que d'éditions limitées destinées avant tout aux collectionneurs qui ne touchent pas le grand public et sont aujourd'hui épuisées.
Il vivait à Schaerbeek, une commune bruxelloise, où il est mort le 23 mai 2006, la veille de son soixante-dixième anniversaire.

## Œuvre

### Publications

#### Périodiques
- Djinn, scénario de Jacques Devos : 10 récits complets publiés dans Spirou entre 1964 et 1966
- Foufi : divers récits complets et à suivre publiés dans Spirou entre 1965 et 1979.

#### Albums
- Foufi, éditions Dupuis, Collection du Carrousel

1. Foufi et le tapis enchanté, 1966
2. Foufi et Kifkif le petit bourricot, 1967
3. Foufi et la lampe d'or, 1968

- Foufi, éditions Dupuis

1. Le Coffret magique, 1968
2. Le Tapis merveilleux, 1968

- Foufi, éditions MC productions, Toulon

1. Les Voleurs volants, 1988
2. Le Nabab (annoncé p. 4 de couverture)

- Foufi, éditions Point Image

1. Le Petit Fou filant, 1996
2. L'Élixir de charme[13], 1998  (ISBN 2-930110-22-8)
3. Bouffées d'envol, 2000
4. La Tournée des grands dupes, 2009

- Foufi, éditions Grafik : édition pirate de cinq albums sans ISBN reprenant l'intégralité des récits publiés dans Spirou et d'un album sans ISBN reprenant l'intégrale des trois albums de la Collection du Carrousel, 2016

- Les Aventures de Max au Kenya, album-jeux publicitaire pour les glaces Motta (d), 1994

- Ali-Bibi le petit fakir, scénario Lucien De Gieter, reprise d'un mini-récit publié dans Spirou en 1965, éditions Loup, 2002

- Djinn, scénario de Jacques Devos, Éditions du Taupinambour

INT Djinn, reprend les 10 récits complets publiés dans Spirou, édition limitée à 150 exemplaires numérotés, 2008

### Para-BD
À l'occasion, Kiko réalise des portfolios, ex-libris, posters, cartes ou cartons, et quelques travaux publicitaires.

### Expositions collectives
- Exposition Hommage à Jijé avec Blondin et Cirage - Les Soucoupes Volantes à la Maison de la Bande Dessinée du 10 novembre 2010 au 8 avril 2011[15].

## Prix et distinctions
- 1999 :  Crayon d'or de Bruxelles 1996 décerné par la CANAB (Cercle des amis du neuvième art de Bruxelles)[16].